# Agnes Ingelman
Agnes Selma Marie-Louise Ingelman (född Palmstierna), född 3 april 1870, död 1956, var en svensk föreningsaktiv kvinna. Hon var syster till utrikesministern friherre Erik Palmstierna.
Agnes Ingelman var ordförande i Folkhushållningskommissionens kvinnoråd 1918–1919, i Sveriges husmodersföreningars riksförbund 1919–1928 och chef för intressekontoret S.S.R. (Stockholmssystemet, Spritcentralen, Stockholms allmänna restaurangbolag) i Stockholm från 1926. Hon var ledamot av Kommittén angående bostadssociala minimifordringar.
Hon var från 1897 gift med hovrättsnotarien A. Ingelman (1867–1928).